# Wendy, England
Wendy är en by i civil parish Shingay cum Wendy, i distriktet South Cambridgeshire, i grevskapet Cambridgeshire i England. Byn är belägen 17 km från Cambridge. Wendy var en civil parish fram till 1957 när blev den en del av Shingay cum Wendy. Civil parish hade 81 invånare år 1951. Byn nämndes i Domedagsboken (Domesday Book) år 1086, och kallades då Wandei/Wandrie.